# Život s Crkvom
Život s Crkvom je bio hrvatski katolički list iz Splita. Osnovao ga je 1934. Martin Josip Kirigin. Izlazio je do 1942. godine u nakladi splitske Hrvatske knjižare i poslije Zvijezde mora. Prve je tri godine izlazio tjedno, a zadnjih pet godina postojanja kao mjesečnik s dodatkom Sveta Misa.
U svoje je vrijeme imao najveću ulogu u promicanju liturgijskog apostolata u Crkvi u Hrvata. Bio je pod velikim utjecajem Pija Parscha i Augustina Gemellija, čiji su radovi bili često prevođeni i preneseni u ovaj list. Članci su pisani u pučkom i liturgijskom duhu.
Glavni cilj ovog časopisa bio je poučiti vjernike kako se živi, osjeća, moli, žrtvuje i raste s Crkvom u liturgiji. 
Poticao je vjernike na sudjelovanje u misi, dajući im liturgijske tekstove, promičući tako i razumijevanje mise. 
List se bavio svim onovremenim aktualnim liturgijskim problemima: 

- o subjektivnoj i objektivnoj pobožnosti

- o liturgijskim molitvama

- o liturgijskom jeziku

- o ispravnom štovanje presvete Euharistije

- o aktivnom sudjelovanju vjernika u misi

- o onome što treba moliti za vrijeme mise

- o pričesti za vrijeme mise

- o udjelu vjernika laika u liturgiji časova

- o crkvenom pjevanju 

- i inim problemima

## Urednici
Dosadašnji glavni urednici lista bili su:
- Martin Josip Kirigin (1934. – 1938.)
- Šime Kovačić (1938. – 1941.)